# Grimmia brachydictyon
Grimmia brachydictyon là một loài Rêu trong họ Grimmiaceae. Loài này được (Cardot) Deguchi mô tả khoa học đầu tiên năm 1978.